# 全米アカデミーズ
全米アカデミーズ（ぜんべいアカデミーズ、United States National Academies ; National Academy Complex）は、アメリカ合衆国の学術機関である。正式名称は全米科学・工学・医学アカデミー（The National Academies of Sciences, Engineering, and Medicine）。
全米科学アカデミー（National Academy of Sciences ; NAS：1863年設立）、全米技術アカデミー（National Academy of Engineering ; NAE：1964年設立）、全米医学アカデミー（National Academy of Medicine ; NAM : 1970年設立）、全米研究評議会（United States National Research Council ; NRC : 1916年設立）の4組織から構成される。
全米研究評議会を除く3機関計で、約4400名の実働会員と、約1100名の名誉会員、外国人会友等を有する。年間予算規模1億9200万ドル（約230億円）、事務局員約1300名である。